# Miacris rubriventris
Miacris rubriventris är en insektsart som beskrevs av Marius Descamps 1981. Miacris rubriventris ingår i släktet Miacris och familjen gräshoppor. Inga underarter finns listade i Catalogue of Life.